# Anna Jarnuszkiewicz
Anna Jarnuszkiewicz z d. Lisowska (ur. 1935 w Warszawie, zm. 19 sierpnia 2021) – polska malarka, rysowniczka, rzeźbiarka, scenografka.
Studiowała w Państwowej Wyższej Szkole Sztuk Plastycznych we Wrocławiu na wydziale malarstwa w pracowni prof. Eugeniusza Gepperta, gdzie w 1958 r. otrzymała dyplom z wyróżnieniem. Jej życie zawodowe to: malarstwo, rysunek, rzeźba i scenografia, w których poszukuje przestrzeni.
Jako scenograf w latach 1964–1972 zrealizowała dla Teatru Telewizji przedstawienia:
- „Skąpiec" Moliera,
- „Żałoba przystoi Elektrze" O'Neilla,
- „Skowronek" Anouilha,
- „Bracia Karamazow" Dostojewskiego,
- „Kartoteka” Tadeusza Różewicza.

Współpracowała z reżyserami: Ludwikiem René, Konradem Swinarskim, Januszem Warmińskim, Jerzym Antczakiem, Bohdanem Korzeniowskim.
Spełniając swoje zainteresowania przestrzenią miejską oraz znaczącą przestrzenią pejzażu w zespole uczestniczyła w konkursach na rzeźbę pomnikową, m.in:
- Fryderyka Chopina w Londynie – III nagroda (1974),
- Poznańskiego Czerwca 1956 – l nagroda (1980).

W zespole realizowała również rzeźbiarskie opracowania tematów:
- Pomnika Syreny na Rynku Starego Miasta w Warszawie (1999),
- miejsce upamiętniające uprowadzenie księdza Jerzego Popiełuszki (2000).

Jej zainteresowanie formą kameralną wypełniała bogata twórczość medalierska – około 110 tytułów medalu bitego i lanego, w tym między innymi portrety chopinowskie z okazji Międzynarodowych Konkursów Pianistycznych im. Fryderyka Chopina (1980, 1985, 1990).
W jej artystycznym dorobku znajdują się również medale portretowe, m.in.: Jana Kochanowskiego, Joachima Lelewela, Adama Mickiewicza, Marii i Piotra Curie, Józefa Czechowicza.
Brała udział w wielu wystawach krajowych i zagranicznych, m.in. w Luksemburgu, Caracas, Moskwie, Getyndze, Kopenhadze, Madrycie, New Delhi.
Jej prace znajdują się w muzeach, m.in. w:
- Narodowym w Warszawie,
- Centrum Rzeźby Polskiej w Orońsku,
- Muzeum Azji i Pacyfiku w Warszawie,
- Gabinecie Numizmatycznym Mennicy Polskiej,
- Muzeum Sztuki Medalierskiej we Wrocławiu.

Jest autorką (awers i rewers) albo współautorką (awers albo rewers) projektów 38 polskich monet okresu PRL.
Samodzielnie (awers i rewers) opracowała monety powszechnego obiegu:
- 10 złotych wzór 1975 Adam Mickiewicz,
- 10 złotych wzór 1975 Bolesław Prus (w niektórych źródłach autorstwo tej monety przypisywane jest Jerzemu Jarnuszkiewiczowi[6]),
- 20 złotych wzór 1973, oraz

okolicznościową monetę 20-złotową z 1975 r., wybitą z okazji międzynarodowego roku kobiet.
Również samodzielnie zaprojektowała monety kolekcjonerskie:
- próbne 50 złotych z Fryderykiem Chopinem z półprofilu (1972)[8][9],
- 100 złotych z Mikołajem Kopernikiem (1973[10], 1974[11]), również w wersji próbnej (1973[12])[13],
- próbę niklową 100 złotych 1975 z Heleną Modrzejewską (tzw. duża głowa)[14][15].

Wybito również monety z projektami jej rewersów:
- 10 złotych 1960 Koło zębate (próba niklowa)[16][17],
- 100 złotych 1974 Maria Skłodowska-Curie (kolekcjonerska)[18],
- 100 złotych 1974 Maria Skłodowska-Curie (próba kolekcjonerska)[18][19],
- 100 złotych 1977 Władysław Reymont (kolekcjonerska[20] i próba kolekcjonerska[21])[22],
- 200 złotych 1976 Igrzyska XXI olimpiady – głowa (próba kolekcjonerska)[23][24],
- 200 złotych 1976 Igrzyska XXI olimpiady – znicz (próba niklowa)[24][25].

Zaprojektowane przez nią wzory awersów zostały wykorzystane z wzorami rewersów autorstwa inny projektantów w przypadkach 24 monet, w tym:
- okolicznościowych:
  - 20-złotówkach – 2[26],
  - 50-złotówkach – 11[27],
- próbnych kolekcjonerskich 20-złotówkach – 2[28],
- próbnych niklowych:
  - 20-złotówkach – 7[29],
  - 50-złotówkach – 2[9].

Jej monety sygnowane były jednym z dwóch monogramów będących superpozycją liter A i J.